# نضال معلوف
نضال معلوف (1969-) هو صحفي وكاتب وناشط سياسي وصانع محتوى سوري، وهو أيضاً رئيس تحرير موقع سيريانيوز الإخباري.

## سيرته ونشاطه
ولد نضال معلوف في دمشق في يونيو من العام 1969م، وهو حائز بكالوريوس في الهندسة الإلكترونية من جامعة حلب عام 1995م، حائز على شهادة جامعية في الإعلام من جامعة دمشق عام 2006م.
أسس المركز الاقتصادي السوري وهو مركز دراسات وأبحاث اقتصادية في العام 1996م، وأسس موقع سيريانيوز الأخباري الذي كان أول بوابة إخبارية خاصة في سورية، وشغل رئاسة تحريره منذ تأسيسه، حيث انتقد سياسة السلطات السورية ومحاولتها إيجاد أعذار لتبرير فشلها في تأمين الحاجات الأساسية لسكان المدن.
معلوف باحث وناشط حقل التاريخ والتراث في سورية خاصةً وفي الشرق الأوسط عامةً، وله تجربة رائدة في مجال الأرشفة الرقمية للتراث المادي. 
في عام 2018م، شارك معلوف في برنامج الأجندة الوطنية لمستقبل سوريا الذي نظمته الأسكوا بصفة خبير وقدَّم بحثاً حول التراث الثقافي السوري.
بعد اندلاع الحرب الأهلية في سورية، انتقل معلوف إلى تركيا حيث استمر في إدارة موقع سيريانيوز وواصل النشاط الإعلامي المناهض للحكومة السورية السابقة والحكومة السورية الانتقالية بقيادة الرئيس أحمد الشرع.
في مطلع عام 2021م، أنشأ قناة على موقع يوتيوب وبدأ بصناعة المحتوى الرقمي فيها موجهاً اهتمامه إلى الشرق الأوسط عامةً والحرب الأهلية في سورية خاصةً.
له منتقدين لأفكاره على مواقع التواصل الإجتماعي مثل (بين وهم المعارضة وواقع الدولة: قراءة في وريقات #نضال_معلوف)

## منشوراته
- دراسة بعنوان يوم في المالية في العام 2002.[9]
- رواية باسم «يوم اختفى قاسيون» في العام 2016.[10]

## وصلات خارجية
- موقع سيريانيوز